# ドルニエ 328

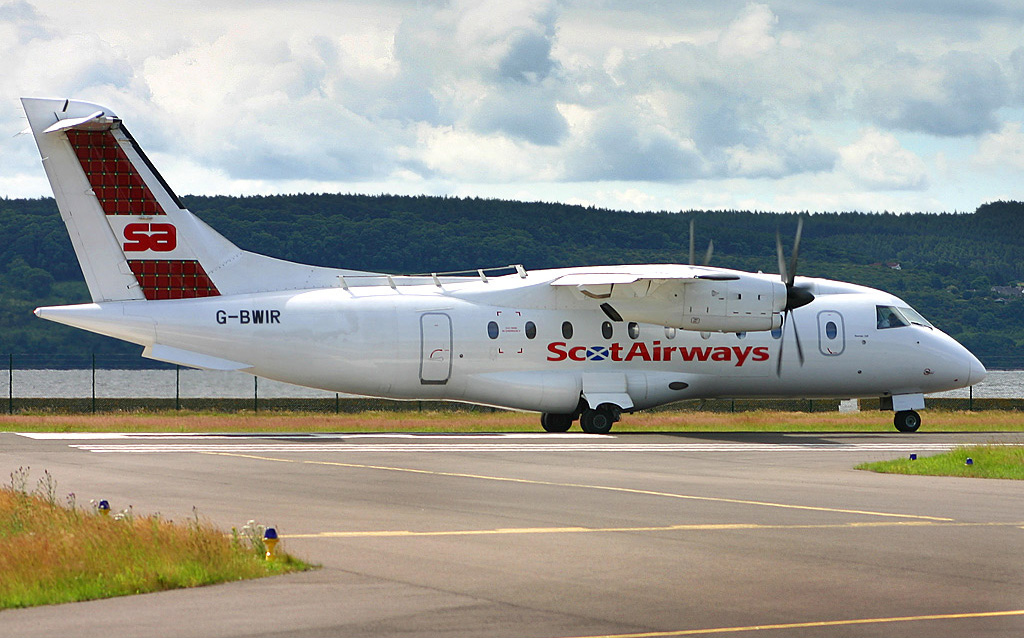
スコットエアウェイズのドルニエ 328

ドルニエ 328 (Dornier 328) は、ドイツのドルニエ社で開発されたターボプロップ双発旅客機である。フェアチャイルド・ドルニエ Do 328 (Fairchild Dornier 328) とも呼ばれる。32名の乗客を乗せることができる地域コミューター機である。
生産はドイツで行われたが、欧州よりもアメリカ合衆国や中華人民共和国で多く就航している。1991年に初飛行し、1993年に路線就航した。1996年からフェアチャイルド・ドルニエが生産を引き継ぎ、全部で107機が生産された。アメリカ空軍の空軍特殊作戦コマンドでもC-146 ウルフハウンドの名称で運用されている。

## ジェット化

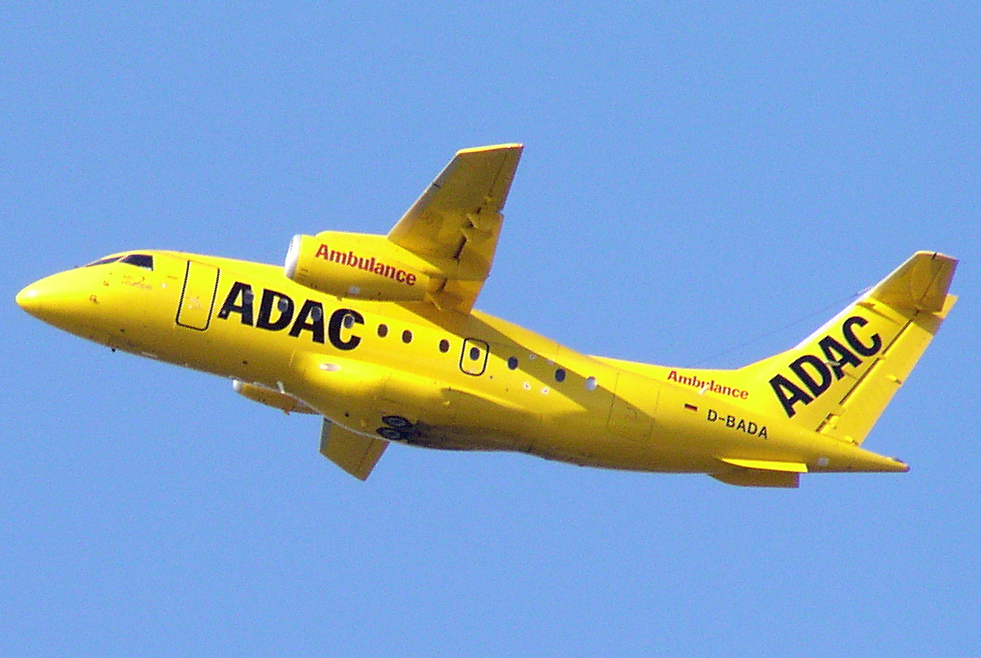
ADACのDo 328-300

Do 328にはジェット化したDo 328JETもある。この機体は主翼の設計をほとんど変更せずにエンジンだけを換装したもので、機体の印象はほとんどかわらない。ドルニエ 328の機体を大型化した後継機428JET、および528JETは競合機に比べて性能が劣り受注が見込めないことから、2000年に開発中止された。
その後、70人乗りクラスのローカル路線向けドルニエ 728シリーズのジェット旅客機の開発を進めており、実際に機体も完成していたうえに、ルフトハンザから発注も受けていたが、2003年にメーカーが経営破綻したため、現在は生産されていない。

## 派生型
- 328-100 - Initial 328.
- 328-110 - Standard 328 with greater range and weights
- 328-120 - 328 with improved STOL performance.
- 328-130 - 328 with progressive rudder authority reduction at higher airspeeds.
- 328JET - Turbofan-powered variant, formerly the 328-300.

## 主要諸元
ドルニエ 328の仕様
- 全長 21.11 m
- 全幅 20.98 m
- 翼面積 40 m2
- 高さ 7.24 m
- エンジン プラット・アンド・ホイットニー・カナダ PW119B 双発 (1,877 HP)
- 最高速度 620 km/h
- 航続距離 1,352 km
- 最大上昇高度 9,455 m
- 最大積載量 3,450 kg
- 最大離陸重量 13,990 kg
- 乗客 30 ～ 33
- 操縦計器 ハネウェル PRIMUS 2000